# Umowa franczyzowa
Umowa franczyzowa – umowa regulująca zobowiązanie franczyzobiorcy do wykorzystania uzyskanego od franczyzodawcy pakietu praw własności intelektualnej i przemysłowej oraz jego know-how w zakresie sprzedaży i marketingu określonych towarów.